# Ecologische verbindingszone

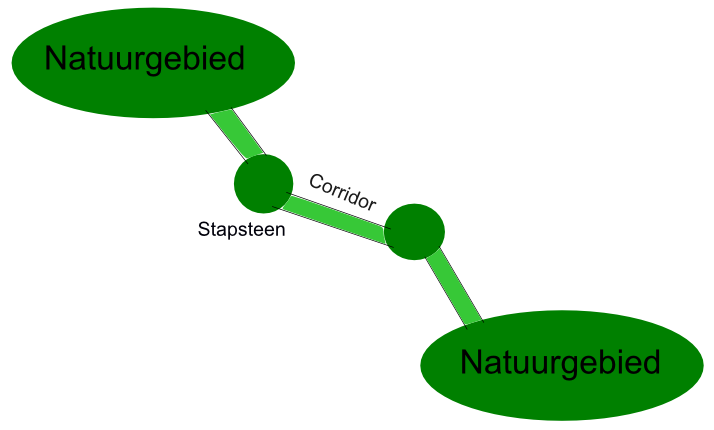
Een schematisch voorbeeld van een ecologische verbindingszone tussen twee natuurgebieden met stapstenen en corridors.

Een ecologische verbindingszone is een verbinding tussen natuurgebieden (met nieuwe of herstelde natuur) die deel uitmaken van de ecologische hoofdstructuur. Ecologische verbindingszones worden aangelegd om het migreren van dieren en planten tussen natuurgebieden mogelijk te maken (uitwisseling van genen). 

## Ecologisch belang
Het ontbreken van ecologische verbindingen kan ertoe leiden dat bepaalde natuurgebieden met hun leefgemeenschappen geïsoleerd raken (Dit wordt ook wel habitatfragmentatie genoemd). Het is normaal dat de omstandigheden in een leefgemeenschap niet altijd gelijk zijn. Wanneer een populatie in een slechte periode achteruit gaat, dan bestaat het risico dat een kritische ondergrens overschreden wordt waardoor een organisme verdwijnt. Doordat ecologische verbindingszones leefgemeenschappen met elkaar verbinden, dragen ze bij tot een groter draagvlak voor het voortbestaan van een soort.

## Bijkomende belangen
Bij de aanleg van ecologische verbindingszones kunnen ook andere belangen gediend zijn. De aanleg van rietland en ondiepten langs meren en rivieren heeft een reinigende werking op het water en biedt de vis een plek om te paaien. Ook worden deze gebieden als luwtegebied ingericht waardoor ze een beschermende werking hebben voor de achterliggende dijken.

## Natuurlijke verbindingszones ter discussie
Als nadelen van ecologische verbindingszones wordt soms genoemd:
1. Interferentie met bestaande of gewenste menselijke activiteiten. Voorbeelden zijn:
  1. verplaatsingen van bedrijfsterreinen kosten geld. De meningen lopen uiteen of projecten als 'Hert aan de Rijn' in Renkum de schade voor ondernemers geheel vergoeden.
  2. beperkingen recreatiemogelijkheden van gebieden
2. Kosten voor infrastructuur als wildviaducten
3. Verspreiding van ziekten en parasieten door dieren die migreren via ecologische verbindingszones. Voorbeelden die genoemd worden zijn:
  1. toename van teken die dragers zijn van de lymeziekte (via complexe ecologie van herten en knaagdieren)
  2. verbindingszones voor dassen kunnen leiden tot verspreiding van tuberculose
  3. migratie bij vossen kan hondsdolheid verspreiden (hondsdolheid onder vossen komt echter al jaren niet meer voor in Nederland).

## Realisatie
Ecologische verbindingszones kunnen op allerlei wijzen gerealiseerd worden. Het zijn stroken met poelen langs een vaart, brede grasranden langs wegen waar een specifiek maairegime geldt. Ook zijn er vispassages en wegaanpassingen om risico's voor overstekend wild uit te sluiten.
Hierbij speelt mee dat wat voor de ene soort een verbindingszone is, voor de andere soort een barrière kan zijn. 
Planologisch zijn ecologische verbindingszones bekend in een ecologische hoofdstructuur.

### Elementen van een ecologische verbindingszone
Een ecologische verbindingszone kan de volgende elementen bevatten:
- Het ecoduct, ook wel cerviduct (naar Cervus of hert) genoemd. Dit is een breed begroeid viaduct waar ook het groot wild veilig kan oversteken. Deze worden met name over snelwegen aangelegd.
- De vistrap zijn aanpassingen, vooral nabij sluizen en in dijken, waardoor vis barrières kan overwinnen.
- De wildtrap, die het dieren mogelijk maakt om kanalen over te zwemmen.

### Voorbeelden

#### Oostvaardersplassen – Wilgenbos
De ecologische verbindingszone die de Oostvaardersplassen en het "Wilgenbos" met elkaar verbindt bevat een sloot waarlangs water van de Oostvaardersplassen kan afwateren. De strook langs de Oostvaardersdijk is zo gemaakt dat dieren er rustige beschutte plekken in vinden.
| Grotere afbeelding                                                                            | Grotere afbeelding | Grotere afbeelding | Grotere afbeelding |
| Ecologische verbindingszone die de Oostvaardersplassen en het "Wilgenbos" met elkaar verbindt |                    |                    |                    |

Deze verbindingszone is ongeschikt voor vissen omdat de Oostvaardersplassen middels een dam afgesloten zijn van de omgeving. Het gevolg is dat de paling op termijn in de Oostvaardersplassen zal uitsterven bij gebrek aan toegang voor de glasaal. Vissoorten die nu niet voorkomen zullen bij ongewijzigd beleid hun niche nooit kunnen innemen. Een vistrap zou gebruikt kunnen worden.

#### Groenblauwe slinger
De Groenblauwe Slinger is een project dat is gestart vanuit een fonds van de voormalige Heidemij en overgenomen door de provincie Zuid-Holland. Het bestaat in totaal uit vijf groene deelgebieden: Land van Wijk en Wouden, Balij- en Bieslandse Bos, Groenzone Berkel-Pijnacker en Bergboezem Polder van Oude Leede, Oude Leede en Midden-Delfland. De provincie wil deze gebieden groen houden ten behoeve van de trek van dieren tussen de grote steden door én op sommige plekken uitbreiden met natuur en recreatie.